# Trigonopeltastes sallaei
Trigonopeltastes sallaei är en skalbaggsart som beskrevs av Bates 1889. Trigonopeltastes sallaei ingår i släktet Trigonopeltastes och familjen Cetoniidae. Utöver nominatformen finns också underarten T. s. sinaloensis.